# پشچووکی (استان پومرانی)
پشچووکی (به لهستانی:  Pszczółki) یک روستا در لهستان است که در گمینا پشچووکی واقع شده‌است. پشچووکی ۴٬۰۵۳ نفر جمعیت دارد.